# Matthew Pennington
Matthew Pennington, född 6 oktober 1994, är en engelsk fotbollsspelare (försvarare) som spelar för Blackpool. Pennington kan spela som mittback eller högerback.

## Klubblagskarriär
Pennington kom till Everton som 11-åring. Han skrev sitt första proffskontrakt med klubben i juli 2013. Han tillbringade större delen av vårsäsongen 2014 på lån hos Tranmere Rovers. Säsongen 2014/15 var han utlånad till Coventry City, där han som ordinarie mittback vann utmärkelser som klubbens bäste spelare i januari 2015, och som klubbens bäste unga spelare för hela säsongen.
I juli 2015 skrev Pennington på ett nytt treårskontrakt med Everton. Efter att ha spelat i två träningsmatcher under försäsongen gjorde han sin tävlingsdebut för Everton den 26 augusti 2015, då han spelade från start i en ligacupmatch mot Barnsley, en insats för vilken han fick beröm av sin manager.
I mars 2016 gick han på lån till Walsall för resten av säsongen, men han återkallades redan efter 28 dagar på grund av en försvarskris i Everton. Pennington gjorde sin Premier League-debut mot Bournemouth den 30 april 2016 och startade därefter i ytterligare tre seriematcher, innan han på säsongens sista dag ådrog sig en skada på ena hälsenan, vilket höll honom borta från spel till januari 2017. I sin första match efter återkomsten från skadan, ett derby mot Liverpool den 1 april 2017, gjorde Pennington sitt första Premier League-mål.
Den 8 april 2017 förlängdes hans kontrakt med ett år, till utgången av säsongen 2018/19.
Den 19 juli 2017 gick Pennington på ett säsongslångt lån till Leeds United. Han debuterade i säsongspremiären mot Bolton Wanderers den 6 augusti, men tvingades till byte på grund av skada, och var borta till andra hälften av september då han återvände till matchtruppen. I oktober, då lagets form blev sämre, fick Pennington på nytt chansen i startelvan. Han spelade totalt 24 matcher under säsongen i Leeds, varav nio inhopp.
Den 11 maj 2018 skrev Pennington på en treårig kontraktsförlängning med Everton. Den 31 augusti 2018 lånades han ut på nytt för hela säsongen till Ipswich Town. Den 8 augusti 2019 lånades Pennington ut till Hull City på ett låneavtal över säsongen 2019/2020.
Den 31 december 2020 lånades Pennington ut till Shrewsbury Town på ett låneavtal över resten av säsongen 2020/2021. Den 27 maj 2021 värvades Pennington på en permanent övergång av Shrewsbury Town och skrev på ett tvåårskontrakt.
Den 26 juni 2023 värvades Pennington av Blackpool, där han skrev på ett tvåårskontrakt.

## Landslagskarriär
Pennington representerade det engelska U19-landslaget i en match mot Turkiet den 21 mars 2013, där han byttes in i den 70:e minuten.